# Bonaventura da Pistoia
Bonaventura da Pistoia, noto anche come Bonaventura Bonaccorsi (... – Pistoia, 14 dicembre 1315 circa), è stato un presbitero italiano. Sacerdote dell'ordine dei Servi di Maria, il suo culto come beato è stato confermato da papa Pio VII nel 1822.

## Biografia

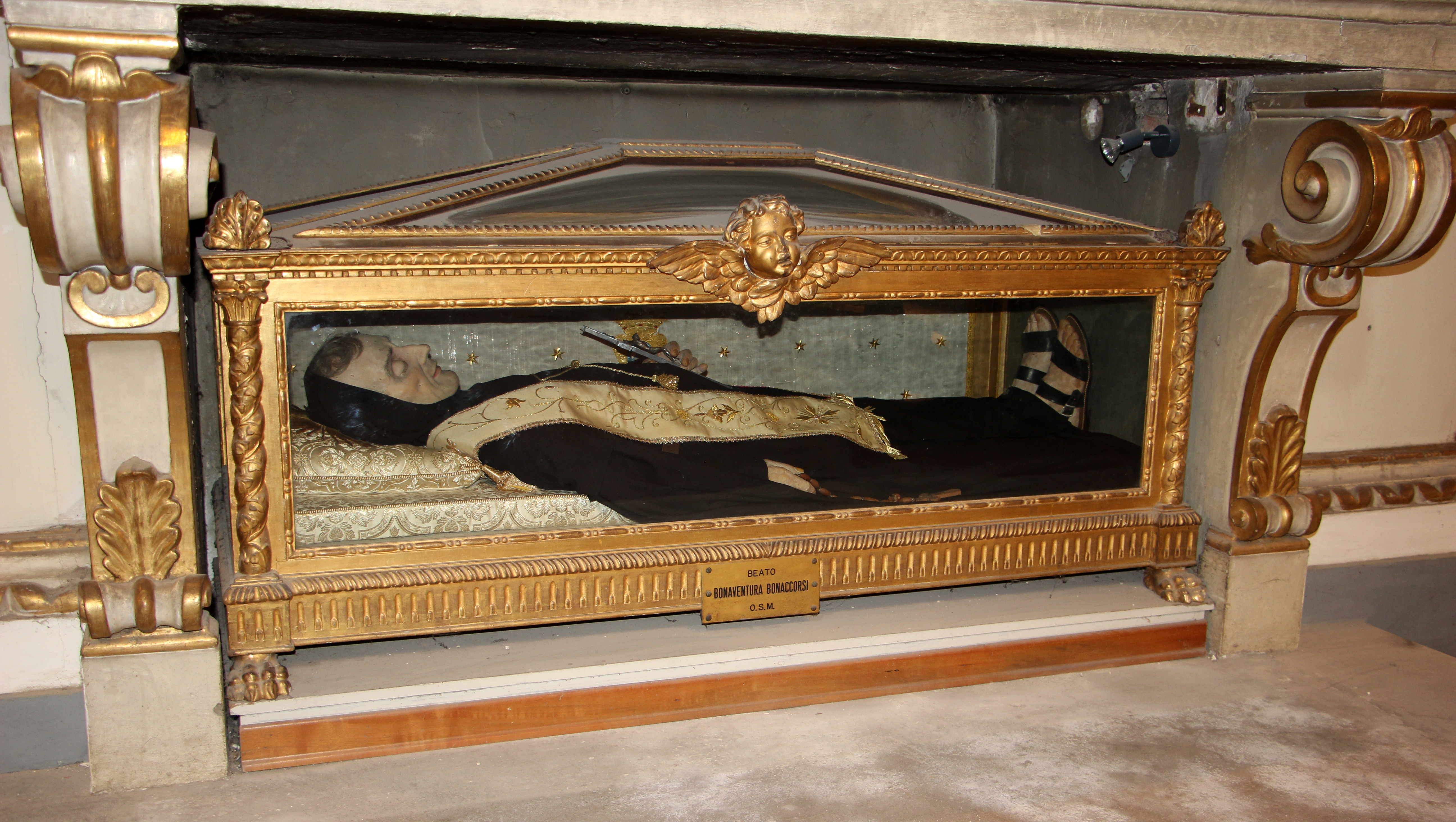
Le spoglie di Bonaventura Buonaccorsi nella chiesa della Santissima Annunziata a Pistoia

Secondo una tradizione tarda, in occasione di un capitolo generale dell'ordine celebrato a Pistoia nel 1276, Filippo Benizi si adoperò per ricomporre le lotte intestine nella città e, attratto dal suo esempio, un esponente del partito ghibellino (forse della famiglia Bonaccorsi) decise di abbracciare la vita religiosa tra i Servi di Maria prendendo il nome di Bonaventura.
A parte che su tarde fonti letterarie e agiografiche, comunque, il nome di Bonaventura da Pistoia compare su numerosi documenti a lui contemporanei. Era sacerdote e accompagnò Filippo Benizi da papa Martino V quando l'ordine rischiava la dissoluzione a causa del XXIII canone del secondo concilio di Lione; fu priore del convento di Orvieto e nel 1285 procurò a Benizi il denaro per potersi recare da papa Onorio IV.
Fu priore di numerosi conventi dell'ordine (Bologna, Pistoia, Montepulciano). A Montepulciano fu in contatto con Agnese: nel 1306, su delega del vescovo di Arezzo, posò la prima pietra della chiesa che la religiosa domenicana e le sue consorelle volevano erigere, ricevette la professione dei voti delle monache e confermò l'elezione di Agnese a badessa.

## Il culto
Il corpo del beato Bonaventura, già sepolto a Orvieto, fu traslato nella chiesa della Santissima Annunziata a Pistoia il 22 aprile 1915.
Papa Pio VII, con decreto del 23 aprile 1822, ne confermò il culto con il titolo di beato.
Il suo elogio si legge nel martirologio romano al 14 dicembre.